# مرغن وسط
مرغن وسط هي قرية في مقاطعة شوط‌، إيران. عدد سكان هذه القرية هو 564 في سنة 2006.